# James Hilton

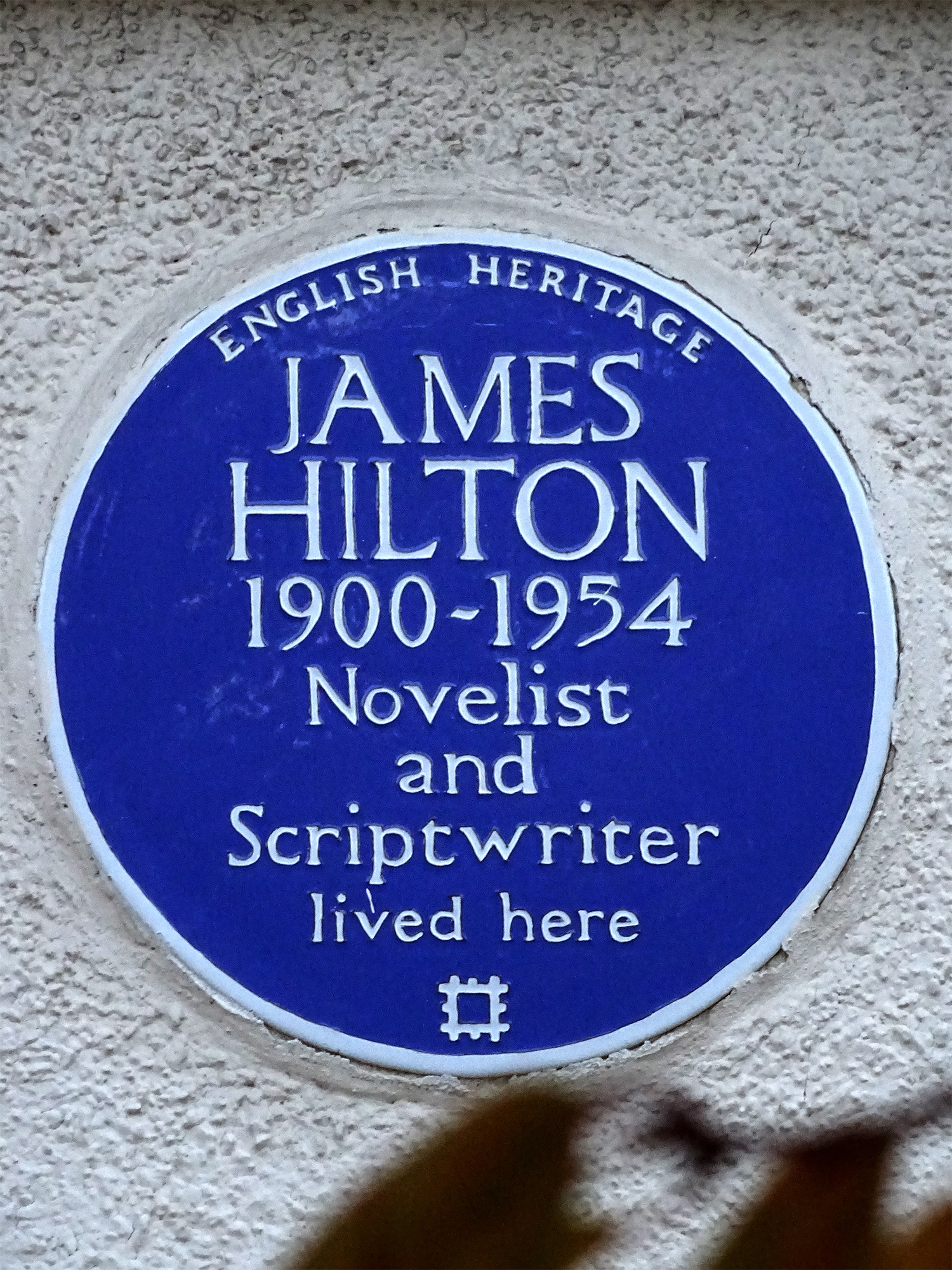
JAMES HILTON. Placa en su casa en Oak Hill Gardens, en Woodford Green, en el norte de Londres

James Hilton (n.Leigh, 9 de septiembre de 1900 - f. 20 de diciembre de 1954) fue un escritor británico —nacionalizado estadounidense en 1948— conocido sobre todo por su obra de ficción de 1933, Horizontes perdidos, donde describía un utópico paraíso tibetano que él denominó "Shangri La", nombre de su invención convertido al poco tiempo en sinónimo de lugar edénico.

## Trayectoria
Nacido en Leigh, Lancashire, Inglaterra, Hilton era el hijo de John Hilton, el director de la Chapel End School en Walthamstow. Fue educado en The Leys School, Cambridge, y luego en el Christ's College de Cambridge, donde escribió su primera novela y recibió una licenciatura en literatura inglesa. Comenzó a trabajar como periodista, primero para el Manchester Guardian, luego revisó ficción para el Daily Telegraph.
Escribió sus dos libros más recordados, Horizontes perdidos y Adiós, Mr. Chips, mientras vivía en una casa en Oak Hill Gardens, en Woodford Green, en el norte de Londres. La casa sigue en pie, con una placa azul que marca la residencia de Hilton. Para 1938 se había mudado a California, y su trabajo se conectó más con la industria cinematográfica de Hollywood. Mientras estaba en California, Hilton también fue anfitrión de una de las antologías de drama de prestigio de la radio, Hallmark Playhouse, desde 1948 hasta 1952.
Se casó con Alice Brown, una secretaria de la BBC, justo antes de que se fueran a Estados Unidos en 1935, pero se divorciaron en 1937. Luego se casó con Galina Kopernak, pero se divorciaron ocho años después. Se convirtió en ciudadano estadounidense en 1948.
Gran fumador, Hilton tuvo varios problemas de salud cuando hizo una visita de despedida a Inglaterra en 1954, y en diciembre murió en su casa en Long Beach, California, de cáncer de hígado, con su exesposa reconciliada a su lado. Su obituario en The Times lo describe como "un hombre modesto y abrumado por todo su éxito; era un alpinista entusiasta y disfrutaba de la música y los viajes".
Hilton encontró el éxito en la literatura a temprana edad. Su primera novela Catherine Herself, fue publicada en 1920. Varios de sus libros fueron bestsellers internacionales e inspiraron exitosas películas. Sobre todo Horizontes perdidos, novela que había ganado el premio Hawthornden, y que fue llevada al cine por Frank Capra; muy conocida es también otra de sus novelas, Adiós, Mr. Chips de 1934, que cuenta con dos famosas adaptaciones al cine; otra conocida novela de Hilton es Niebla en el pasado (1941), adaptada al cine en 1942 por el director Mervyn LeRoy.

## Novelas
La primera novela de Hilton, Catherine Herself, se publicó en 1920, cuando aún era un estudiante universitario. Los siguientes once años fueron difíciles para él, y no fue hasta 1931 que tuvo éxito con la novela And Now Goodbye. Después de esto, varios de sus libros fueron éxitos de ventas internacionales e inspiraron exitosas adaptaciones cinematográficas, en particular Lost Horizon (1933), que ganó un Premio Hawthornden; Adiós, Mr Chips (1934); y Random Harvest (1941). Después de esto, continuó escribiendo, pero las obras no se consideraron de la misma calidad que sus novelas más conocidas.
Los libros de Hilton a veces se caracterizan como celebraciones sentimentales e idealistas de las virtudes inglesas. Esto es cierto para el Mr. Chips, pero algunas de sus novelas tenían un lado más oscuro. Las fallas en la sociedad inglesa de su época, particularmente la estrechez mental y la conciencia de clase, eran con frecuencia sus objetivos. Su novela We Are Not Alone, a pesar de su título que suena inspirador, es una historia sombría de un linchamiento legalmente aprobado provocado por la histeria de los tiempos de guerra en Gran Bretaña.
Freud, uno de sus primeros admiradores (aunque consideraba a The Meadows of the Moon), llegó a la conclusión de que Hilton había desperdiciado su talento al ser demasiado prolífico.

### Horizontes perdidos
Publicada por primera vez en 1933, esta novela ganó el Premio The Hawthornden en 1934. Más tarde, Pocket Books, que fue pionero en la publicación de libros pequeños, de tapa blanda y de bajo costo, eligió a Lost Horizon como su primer título en 1939. Por esa razón, la novela frecuentemente se llama el libro que comenzó la "revolución del libro de bolsillo".
Se dice que Hilton se inspiró para escribir Lost Horizon y para inventar "Shangri-La" leyendo los artículos de la revista National Geographic de Joseph Rock, un botánico y etnólogo austríaco-estadounidense que exploraba las provincias del suroeste de China y las fronteras tibetanas. Todavía viviendo en Gran Bretaña en ese momento, Hilton fue quizás influenciado por los artículos de viajes tibetanos de los primeros viajeros en el Tíbet cuyos escritos se encontraron en la Biblioteca Británica. Christian Zeeman, el padre danés del matemático Christopher Zeeman, también ha sido considerado como el modelo para el héroe de la historia. Desapareció mientras vivía en Japón (donde nació su hijo en 1925), y se dijo que vivía de incógnito en un monasterio budista zen.
Algunos dicen que la ciudad aislada del valle de Weaverville, California, en el extremo norte del condado de Trinity, era una fuente, pero esto es el resultado de una interpretación errónea de un comentario de Hilton en una entrevista de 1941, en la que dijo que Weaverville le recordaba a Shangri. -La. Casualmente, Junction City (a unas 8 millas de Weaverville) ahora tiene un centro budista tibetano con los ocasionales monjes tibetanos con túnicas de color azafrán.
El nombre "Shangri-La" se ha convertido en sinónimo de una utopía mítica, una tierra permanentemente feliz, aislada del mundo. Después del Doolittle Raid en Tokio, cuando el hecho de que los bombarderos hubieran volado desde un portaaviones seguía siendo altamente clasificado, el presidente de los Estados Unidos, Franklin D. Roosevelt, dijo a la prensa que habían despegado de Shangri-La. Posteriormente, la Armada le dio ese nombre a un portaaviones, y Roosevelt llamó a su retiro presidencial de Maryland "Shangri-La". (Más tarde, el presidente Dwight D. Eisenhower cambió el nombre del retiro a Camp David por su nieto, y ese nombre se ha usado desde entonces). Zhongdian, una región montañosa del suroeste de China, ahora se llama Shangri-La (Xianggelila), a partir de su afirmación de haber inspirado el libro de Hilton.

### Adios Mr Chips
W.H Balgarnie, un maestro de la escuela Leys, de Cambridge y el padre de Hilton, director de Chapel End School en Walthamstow, fueron las inspiraciones para el personaje de Mr. Chipping in Goodbye, Mr. Chips, un éxito de ventas. Hilton primero envió el material a The Atlantic y la revista lo imprimió como un cuento en abril de 1934. Luego se propuso que se imprimiera como un libro. El 8 de junio se publicó como libro. Cuatro meses después apareció como libro en Gran Bretaña.

## Ganador del Oscar
Hilton, que vivió y trabajó en Hollywood a partir de mediados de la década de 1930, ganó un Premio de la Academia en 1942 por su trabajo en el guion de Mrs. Miniver, basado en la novela de Jan Struther. Presentó seis episodios de Ceiling Unlimited (1943) y presentó The Hallmark Playhouse (1948–1953) para CBS Radio. Una de sus últimas novelas, Morning Journey, fue sobre el negocio del cine.

## Obras

### Novelas
- Catherine Herself (1920)
- Storm Passage (1922)
- The Passionate Year (1924)
- Dawn Of Reckoning (U.S. title: Rage in Heaven) (1925)
- Meadows of the Moon (1926)
- Terry (1927)
- La llama de plata (U.S. title: Three Loves Had Margaret) (1928)
- Murder at School (U.S. title: Was It Murder?), published under the pen-name Glen Trevor (1931)
- Y ahora adios (1931)
- Contango (Ill Wind) (1932)
- Rabia en el cielo (1932)
- Caballero sin armadura (U.S. title: Without Armor) (1933)
- Horizontes perdidos (1933)
- Adios Mr. Chips (1934)
- No estamos solos (1937)
- Niebla en el pasado (1941)
- So Well Remembered (1945)
- Nada tan extraño (1947)
- Viaje matinal (1951)
- Time and Time Again (1953)

### No-ficción
- Mr. Chips Looks at the World (1939)
- La historia del Dr. Wassell (1944)
- H.R.H.: La historia de Philip, Duque de Edimburgo (1956)

### Cuentos
- "The Failure" (1924)
- "Twilight of the Wise," published as a novella in 1949 (1936)
- "The Bat King" (1937)
- "It's a Crazy World" (1937)
- "From Information Received" (1938)
- "The Girl Who Got There" (1938)
- To You, Mr Chips! (collection) (1938)
- "You Can't Touch Dotty" (1938)

### Obras de teatro
- Y ahora adios (con Philip Howard) (1937)
- Adios Mr. Chips (con Barbara Burnham) (1938)

### Guiones
- Camille (1936)
- We Are Not Alone (1939)
- Lights Out in Europe (1940)
- Foreign Correspondent (dialogue) (1940)
- The Tuttles of Tahiti (1942)
- Mrs. Miniver (1942)
- Forever and a Day (colaboración) (1943)

## Adaptaciones y secuelas de sus obras.
Algunas de las novelas de Hilton fueron filmadas:
- Horizontes perdidos (1937, 1973)
- Caballero sin armadura (1937)
- No estamos solos (1939) con un guion de Hilton
- Adiós, Mr. Chips (1939, 1969, 1984, 2002)
- Rabia en el cielo (1941)
- Random Harvest (1942), reproducido en la radio en 1943
- La historia del Dr. Wassell (1944), protagonizada por Gary Cooper
- So Well Remembered (1947), protagonizada por John Mills y narrada por Hilton

Hilton coescribió el libreto y las letras de Shangri-La, una desastrosa adaptación musical de Broadway en 1956 de Lost Horizon.
Hay una secuela de Lost Horizon titulada Shangri-La y escrita por Eleanor Cooney y Daniel Altieri. Fue autorizado por el editor William Morrow (de Harper Collins) y aprobada por los herederos de Hilton, Elizabeth Hill y Mary Porterfield. Shangri-Continúa el relato de James Hilton, avanzando en el tiempo hacia la Revolución Cultural de la década de 1960 y de allí regresando a la década de 1930. Además de su publicación en EE. UU., la novela se publicó en Alemania, Francia, España y Portugal y fue un New York Times Notable Book.

## Premios y distinciones
Premios Óscar
| Año  | Categoría   | Película          | Resultado |
| ---- | ----------- | ----------------- | --------- |
| 1943 | Mejor guion | La señora Miniver | Ganador   |